# 小行星4923
小行星4923（4923 Clarke）是位於小行星帶的小行星，由美國天文學家謝爾特·巴斯（Schelte J. Bus）於1981年3月2日發現，同日他還發現了小行星5020。
本小行星以科幻作家，《2001太空漫遊》作者亞瑟·查理斯·克拉克命名。克拉克曾在他的小说《3001太空漫遊》的后记中提到，他希望小行星2001能够以他的名字命名，但却使用了爱因斯坦的名字。

## 外部連結
- 4923 Clarke (1981 EO27) （页面存档备份，存于）

| 前一小行星： 4922 Leshin | 小行星列表 | 後一小行星： 4924 Hiltner |